# Улзийт (Баянхонгор)
Улзийт (рус. Мирный и счастливый) — сомон аймака Баянхонгор в Южной Монголии, площадь которого составляет 3 853 км². Численность населения по данным 2006 года составила 3 353 человек.